# 동북아시아

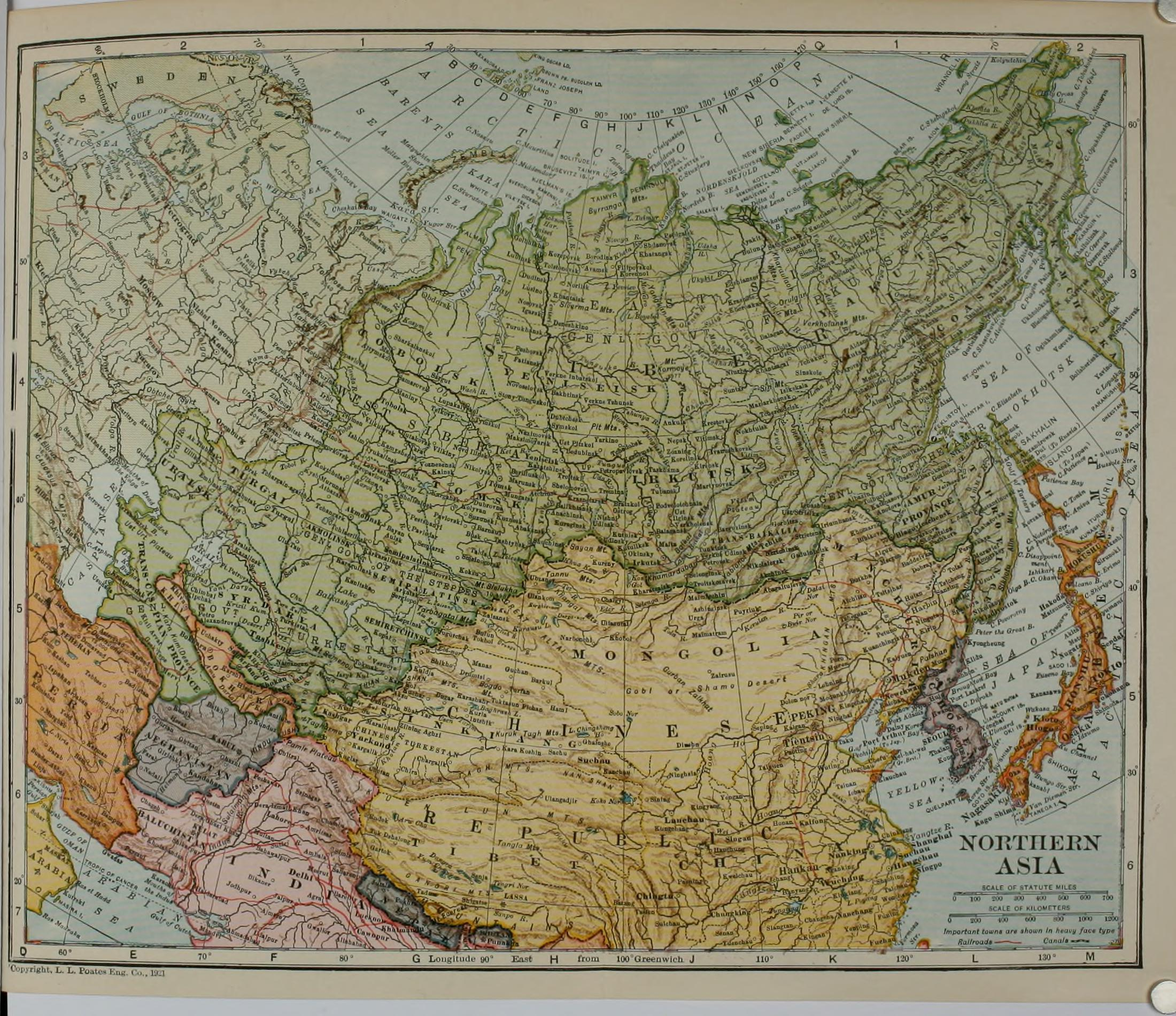

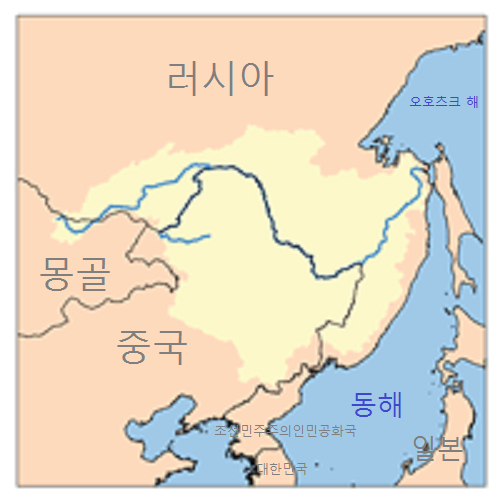

동북아시아(東北亞-, Northeast Asia)는 아시아의 동북부 지역을 말한다. 좁은 의미로는 러시아의 극동을 가리키는 말로 사용되며, 넓은 의미로는 몽골, 러시아의 시베리아, 중국의 만주도 포함한다. 일반적으로는 대한민국과 조선민주주의인민공화국, 중화인민공화국, 중화민국, 몽골, 일본, 러시아 극동 및 시베리아를 가리킨다. 동아시아와 비슷한 개념으로 여겨진다.

## 같이 보기
- 동아시아
- 북아시아